# Always Ascending
Always Ascending — п'ятий студійний альбом шотландського інді-рок гурту «Franz Ferdinand», представлений 9 лютого 2018 року на лейблі «Domino»; перший альбом гурт за 4 роки після попередньої платівки «Right Thoughts, Right Words, Right Action». «Always Ascending» став дебютною роботою для нового члена колективу Miaoux Miaoux, який приєднався до гурту після того, як «Franz Ferdinand» покинув Нік Маккарті. Перед виходом альбому було представлено 3 сингли: «Always Ascending», «Feel the Love Go» і «Lazy Boy».

## Передісторія та запис
Після випуску попереднього четвертого студійного альбому «Right Thoughts, Right Words, Right Action» «Franz Ferdinand» розпочали співпрацю із гуртом «Sparks» під іменем «FFS». Разом вони представили однойменний альбом у липні 2015 року та відправились у коротке турне. У липні 2016 року було оголошено, що Нік Маккарті покидає гурт для того, щоб проводити більше часу із сім'єю і попрацювати над своїми особистими проектами. А вже у травні 2017 року «Franz Ferdinand» поповнили двоє нових учасники: Діно Бердот, колишній учасник одного із шотландських інді-рок гуртів, та музичний продюсер Джуліан Коррі. Коррі приєднався ще до запису альбому, а Бердот — вже після закінчення робіт.

## Список композицій
| #     | Назва                     | Тривалість |
| ----- | ------------------------- | ---------- |
| 1.    | «Always Ascending»        | 5:21       |
| 2.    | «Lazy Boy»                | 2:59       |
| 3.    | «Paper Cages»             | 3:40       |
| 4.    | «Finally»                 | 3:09       |
| 5.    | «The Academy Award»       | 4:14       |
| 6.    | «Lois Lane»               | 3:34       |
| 7.    | «Huck and Jim»            | 3:35       |
| 8.    | «Glimpse of Love»         | 3:12       |
| 9.    | «Feel the Love Go»        | 4:46       |
| 10.   | «Slow Don't Kill Me Slow» | 5:18       |
| 39:48 |                           |            |